# 德吕林根
德吕林根（法語：Drulingen，法語發音：[dʁyliŋ(ɡ)ən]；莱茵法兰克语：Drülínge）是法国下莱茵省的一个市镇，属于萨韦尔讷区。

## 地名
由于语源问题，该地名“Drulingen”拼读方式不符合法语正字法，其标准发音为[dʁyliŋ(ɡ)ən]而非[dʁylɛ̃ʒɑ̃];，《世界地名翻译大辞典》与《世界地名译名词典》将其纯按法汉译音表误译作“德吕兰让”。

## 地理
德吕林根（48°52'4"N, 7°11'28"E）面积4.49 平方千米，位于法国大東部大區下莱茵省，该省份为法国大陆部分最东部的省份，是阿尔萨斯的一部分，今与上莱茵省组成了阿尔萨斯欧洲集体，其南至上莱茵省，西南接孚日省和默尔特-摩泽尔省，西接摩泽尔省，北与德国接壤。
与德吕林根接壤的市镇（或旧市镇、城区）包括：迪尔斯泰勒、阿斯维莱尔、贝特维莱尔、奥特维莱尔、锡维莱尔、韦埃。
德吕林根的时区为UTC+01:00、UTC+02:00（夏令时）。

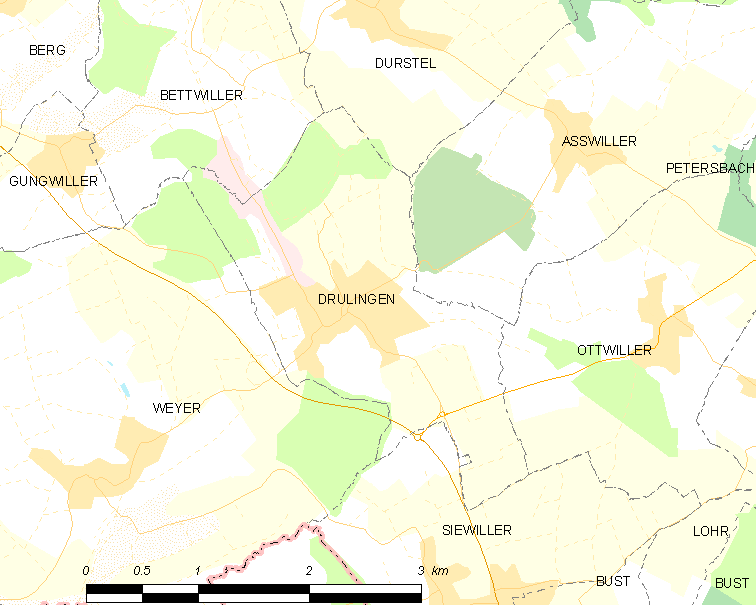
德吕林根的OSM定位图

## 行政
德吕林根的邮政编码为67320，INSEE市镇编码为67105。

## 政治
德吕林根所属的省级选区为英维莱尔县。

## 人口

1962-2008年间德吕林根人口变化图示

德吕林根于2022年1月1日时的人口数量为1406人。